# هاينريش ليو
هاينريش ليو (بالألمانية: Heinrich Leo)‏ (و. 1799 – 1878 م) هو مؤرخ، وأستاذ جامعي من بروسيا، ولد في رودولشتات، توفي في هاله، عن عمر يناهز 79 عاماً.

## مناصب
تولى منصب عضو مجلس النواب البروسي اللوردات.

## التعليم
تعلم في جامعة غوتينغن، وجامعة ينا.

## روابط خارجية
- هاينريش ليو على موقع الموسوعة البريطانية (الإنجليزية)